# Ошихлебы
Оши́хлебы (укр. Ошихліби) — село в Кицманской городской общине Черновицкого района Черновицкой области Украины.
До 2020 года входило в Кицманский район
Население по переписи 2001 года составляло 2092 человека. Почтовый индекс — 59322. Телефонный код — 03736. Код КОАТУУ — 7322587501.

## Известные уроженцы, жители
- Бобик, Василий Васильевич (род. 1962) — украинский музыкант.